# Wrzosowisko brusznicowo-bażynowe
Wrzosowisko brusznicowo-bażynowe (Empetrum nigri-Vaccinium vitis idaea) – syntakson o nieustalonej randze (traktowany jak zespół roślinności) budowany przez krzewinki wrzosowiskowe i psammofity na wydmach brunatnych. Należy do klasy Nardo-Callunetea.

## Charakterystyka
Niewielkie płaty wrzosowiska wśród borów bażynowych (wydmy brunatne) lub na stromych zboczach wydm szarych. Budowane przez krzewinki - wrzos zwyczajny, bażynę czarną, wierzbę płożącą piaskową oraz turzycę piaskową, szczotlichę siwą, kostrzewę czerwoną piaskową i jasieniec piaskowy. Drzewa (sosna zwyczajna, brzoza brodawkowata) występują rzadko. Liczne mchy i porosty.
Zbiorowisko w sukcesji ekologicznej często powstaje na wylesionych siedliskach borów bażynowych. Występuje też na wydmach zbyt stromych, aby utrzymały się na nim drzewa.
WystępowanieNa wybrzeżach morskich. W Polsce na wybrzeżu Bałtyku.
Charakterystyczna kombinacja gatunków
ChAss. : (Vaccinio uliginosi-Empetretum nigri): sit drobny (Juncus bulbosus)
DAss. : chrobotek leśny (Cladonia arbuscula), chrobotek najeżony (Cladonia portentosa), śmiałek darniowy (Deschampsia caespitosa), widłoząb kędzierzawy (Dicranum polysetum), widłoząb miotlasty (Dicranum scoparium), rokietnik pospolity (Pleurozium schreberi), brodawkowiec czysty (Pseudoscleropodium purum)
ChAll. : bażyna czarna typowa (Empetrum nigrum ssp. nigrum)
ChO. : wrzos zwyczajny (Calluna vulgaris), turzyca wrzosowiskowa (Carex ericetorum), widlicz cyprysowy (Diphasiastrum tristachyum), janowiec włosisty (Genista pilosa), jastrzębiec baldaszkowy (Hieracium umbellatum ssp.), rokiet duński (Hypnum jutlandicum), rzęsiak pospolity (Ptilidium ciliare)
ChCl. : ukwap dwupienny (Antennaria dioica), turzyca pigułkowata (Carex pilulifera), kanianka macierzankowa (Cuscuta epithymum), izgrzyca przyziemna (Danthonia decumbens), jastrzębiec kosmaczek (Hieracium pilosella ssp.), kosmatka polna (Luzula campestris var.), kosmatka licznokwiatowa (Luzula multiflora var.), widłak goździsty (Lycopodium clavatum), pięciornik kurze ziele (Potentilla erecta) (regionalnie), przetacznik leśny (Veronica officinalis), fiołek psi (Viola canina ssp.)

## Zagrożenia i ochrona
Zespół na potrzeby inwentaryzacji i ochrony siedlisk systemu Natura 2000 oznaczony jako podtyp 2140–2 siedliska przyrodniczego nr 2140 (nadmorskie wrzosowiska bażynowe).